# Oskar-II.-Küste
Koordinaten: 66° S, 63° W
Die Oskar-II.-Küste (auch bekannt als König-Oskar-II.-Land) ist ein Küstenabschnitt an der Ostküste des Grahamlands auf der Antarktischen Halbinsel zwischen Kap Fairweather und Kap Alexander. Im Süden schließt sich die Foyn-Küste an, und im Norden die Nordenskjöld-Küste.
Entdeckt wurde die Küste 1893 vom norwegischen Antarktisforscher Carl Anton Larsen, der sie nach dem schwedischen Monarchen Oskar II. (1829–1907) benannte.